# Apatheia

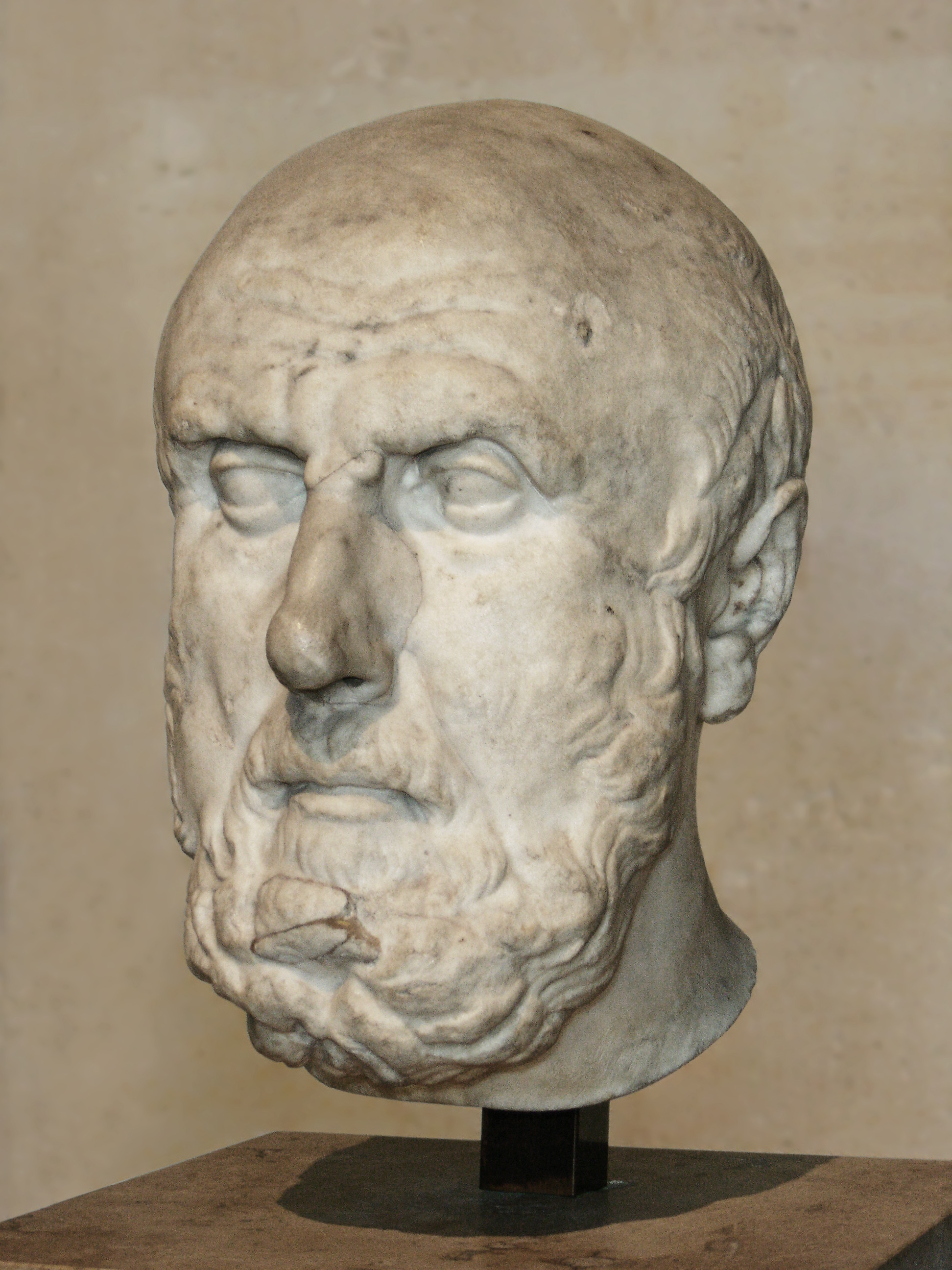
Retrato de Crisipo de Solos, filósofo estoico griego. Copia romana de mármol del periodo imperial según un original helenístico griego.

La apatheia (en griego antiguo: ἀπάθεια) es, en el estoicismo, el estado mental alcanzado cuando una persona está libre de alteraciones emocionales. Se traduce mejor con la palabra ecuanimidad que como indiferencia, ya que esta última puede generar confusiones. Apatheia es equivalente a apatía. Depende de la cultura, el lugar y el momento histórico, distintas civilizaciones le han dado a la apatheia una connotación positiva o negativa.
Aristóteles afirmaba que la virtud se encontraba en el punto medio entre los excesos y las carencias de emoción (metriopatheia). Los estoicos, por otro lado, buscaban la liberación de toda pasión (apatheia). Pretendían eliminar las respuestas emocionales a aquellos eventos externos que estén fuera del control de la persona. Para ellos constituía la respuesta racional óptima, puesto que para un individuo no es posible controlar eventos originados en la voluntad de otros o por la naturaleza; únicamente controla su propia voluntad. Esto no implica la pérdida de todo sentimiento o cortar con sus relaciones con el mundo. Un estoico que lleve a cabo juicios y actos virtuosos experimentaría felicidad eudaimonia y buenos sentimientos (eupatheia).

El dolor es leve si la opinión no le ha agregado nada [...] al considerarlo leve, lo harás ligero. Todo depende de la opinión; La ambición, el lujo, la codicia, se remontan a la opinión. Según la opinión, sufrimos [...] Así que también ganemos el camino de la victoria en todas nuestras luchas, porque la recompensa es [...] la virtud, la firmeza del alma y la paz que se gana para siempre.
Séneca. Epístolas LXXVIII, 13-16.

Los escépticos pirrónicos también buscaban la eliminación de sentimientos cuando una alteración dependa de una creencia, pero permitían un sentimiento moderado basado en sensaciones como el dolor. El término apatheia fue adoptado por Plotino en su doctrina neoplatónica como la libertad de emoción del alma cuando alcanza la purificación.
El término forma parte del cristianismo primitivo, donde apatheia significaba libertad de necesidades e impulsos indomables. El monasticismo ortodoxo aún emplea el término en este sentido.